# Guido Aros
Guido Aros (Osorno, 1965. november 23. –) chilei nemzetközi labdarúgó-játékvezető.

## Pályafutása

### Nemzeti játékvezetés
1996-ban lett az I. Liga játékvezetője. Az aktív nemzeti játékvezetéstől 2004-ben vonult vissza, de alacsonyabb osztályban 2010-ben még folytatta működését.

### Nemzetközi játékvezetés
A Chilei labdarúgó-szövetség Játékvezető Bizottsága (JB) terjesztette fel nemzetközi játékvezetőnek, a Nemzetközi Labdarúgó-szövetség (FIFA) 1997-től tartotta nyilván bírói keretében. A FIFA JB központi nyelvei közül a spanyolt beszéli. Több nemzetek közötti válogatott és klubmérkőzést vezetett. Az aktív nemzetközi játékvezetéstől 2004-ben a FIFA 45 éves korhatárát elérve búcsúzott.

#### Világbajnokság

##### U20-as labdarúgó-világbajnokság
Argentína rendezte a 13., a 2001-es ifjúsági labdarúgó-világbajnokságot, ahol a FIFA JB játékvezetőként foglalkoztatta.

###### 2001-es ifjúsági labdarúgó-világbajnokság
| Időpont          | Helyszín                              | Mérkőzés típusa              | Mérkőzés                  | Eredmény | Nézők száma |
| ---------------- | ------------------------------------- | ---------------------------- | ------------------------- | -------- | ----------- |
| 2001. június 17. | José Amalfitani Stadion, Buenos Aires | csoportmérkőzés (A. csoport) | Egyiptom–Jamaica          | 0 – 0    | 2000        |
| 2001. június 27. | Chateau Carreras Stadion, Córdoba     | egyik nyolcaddöntő           | Franciaország–Németország | 3 – 2    | 35 000      |

---
A világbajnoki döntőhöz vezető úton Dél-Koreába és Japánba a XVII., a 2002-es labdarúgó-világbajnokságra a FIFA JB bíróként alkalmazta.

##### 2002-es labdarúgó-világbajnokság

###### Selejtező mérkőzés
| Időpont             | Helyszín                                             | Mérkőzés típusa            | Mérkőzés           | Eredmény | Nézők száma |
| ------------------- | ---------------------------------------------------- | -------------------------- | ------------------ | -------- | ----------- |
| 2000. szeptember 3. | Maracanã Stadion, Rio de Janeiro                     | előselejtező (8. csoport)  | Brazília–Bolívia   | 5 : 0    | 55 000      |
| 2001. április 24.   | Polideportivo de Pueblo Nuevo Stadion, San Cristóbal | előselejtező (12. csoport) | Venezuela–Kolumbia | 2 : 2    | 19 000      |